# Lepturges spitzi
Lepturges spitzi är en skalbaggsart som beskrevs av Julius Melzer 1928. Lepturges spitzi ingår i släktet Lepturges och familjen långhorningar. Inga underarter finns listade i Catalogue of Life.